# Mario Berti
Mario Berti (La Spezia, 3 febbraio 1881 – La Spezia, 5 febbraio 1964) è stato un generale italiano, veterano della prima guerra mondiale, dove fu insignito della Medaglia d'argento al valor militare, della Croce di Cavaliere dell'Ordine militare di Savoia e del Distinguished Service Order inglese.
Si distinse nella guerra d'Etiopia e nella guerra civile spagnola, in cui fu vicecomandante, e poi comandante, del Corpo Truppe Volontarie e per questo promosso generale di corpo d'armata per meriti di guerra. All'atto dell'entrata in guerra dell'Italia, avvenuta il 10 giugno 1940, comandava la 10ª Armata schierata in Africa Settentrionale Italiana.

## Biografia
Nacque a La Spezia il 3 febbraio 1881, all’interno di una benestante famiglia della medio-alta borghesia. Suo padre (originario di Pistoia) era infatti stato ricompensato con alcuni terreni a La Spezia dopo il risorgimento. Berti non si sposò mai e non ebbe figli, ma ebbe tre nipoti, due maschi e una femmina, suoi unici eredi. Subito dopo la conclusione degli studi intraprese la carriera militare, venendo nominato sottotenente il 2 settembre 1901, tenente il 22 agosto 1904 e capitano il 1º settembre 1912. Prese parte alla guerra italo-turca e ricevette per questo l'apposita medaglia commemorativa.

### Nella prima guerra mondiale
All'inizio delle ostilità sul fronte italiano si trovava di stanza in Libia, ma a partire dal marzo 1916 su assegnato allo Stato maggiore della 1ª Armata, schierata sul fronte fronte trentino. Partecipò alla battaglia degli Altipiani, fu promosso tenente colonnello per meriti straordinari di guerra con anzianità dal 31 maggio 1917, e poi alla conquista di Trento, avvenuta nel 1918.
Decorato con la Medaglia d’argento al valor militare e con il Distinguished Service Order inglese, appuntatogli sul petto personalmente da Winston Churchill, fu poi promosso al grado di colonnello il 20 agosto 1922 ad un'età estremamente giovane - è infatti ancora considerato uno dei più giovani militari italiani di sempre che abbiano mai raggiunto questo grado - e insignito della Croce di Cavaliere dell'Ordine militare di Savoia.

### In Spagna
Promosso generale di brigata il 14 novembre 1932, dall’anno successivo fu comandante dell’artiglieria del Corpo d'armata di Torino, e poi, in successione della 9ª Divisione fanteria "Pasubio" e quindi della 3ª Divisione Celere "Principe Amedeo Duca d'Aosta". Dopo lo scoppio della guerra civile spagnola fu dapprima vice comandante  del Corpo Truppe Volontarie, sostituendo al comando del C.T.V. il generale Ettore Bastico dopo la fine della battaglia di Santander (14 agosto - 1 settembre 1937). In quel periodo fu promosso generale di corpo d'armata ma Benito Mussolini, dover aver scoperto che Berti era celibe, ritirò il provvedimento con la seguente motivazione: "Che razza di generale è che non si cura della materia prima della guerra?".
Dopo la fine della battaglia di Aragona fu comunque promosso generale di corpo d'armata per meriti di guerra con decorrenza dal 25 aprile 1938, insignito del titolo di Ufficiale dell'Ordine militare di Savoia e lasciò il comando del C.T.V. al neo promosso generale Gastone Gambara, rientrando in Italia. Divenuto Commendatore dell'Ordine militare di Savoia, tra il 1939 e il 1940 comandò il XV Corpo d'armata. Consapevole che l'impegno dell'Italia in Spagna aveva prosciugato le limitate risorse belliche disponibili, rendendo il Paese inadeguato a combattere una guerra contro la Gran Bretagna e la Francia, fu allontanato dal Ministero della Guerra e mandato in Libia, considerata un settore secondario.

### Nella seconda guerra mondiale
All'atto dell’entrata in guerra dell’Italia, avvenuta il 10 giugno 1940, si trovava in Africa Settentrionale Italiana al comando della 10ª Armata  schierata lungo il confine con l’Egitto, avendo sostituito poco tempo prima il generale Francesco Guidi. Al comando della 10ª Armata partecipò all'invasione dell’Egitto, iniziata il 13 settembre, avanzando per circa 100 km fino ad attestarsi a Sidi el Barrani  per motivi logistici. Schierò le sue unità avanzate, posizionandole in una serie di capisaldi fortificati, ma distanti tra loro. In questo periodo, venne insignito della Croce di Ferro di II classe dal Führer Adolf Hitler.
Il 9 dicembre, al momento dell'Invasione italiana dell'Egitto e l'inizio il contrattacco inglese, si trovava in licenza in Italia per malattia; rientrò quindi in Libia il giorno 14, ma a causa del precipitare della situazione bellica fu esonerato dal comando il giorno 23 e venne sostituito - per ordine del Maresciallo d'Italia Rodolfo Graziani - dal generale Giuseppe Tellera al comando della 10ª Armata. 
Tellera morì in combattimento a Beda Fomm il 7 febbraio 1941.
Berti e Graziani si detestavano reciprocamente: durante il congedo per malattia Graziani lo definì un vigliacco e Berti, dopo la catastrofe egiziana, lo apostrofò apertamente come un incompetente. Lasciò definitivamente l'esercito dopo la firma dell’armistizio dell’8 settembre 1943, ritirandosi a vita privata nella sua villa di La Spezia. Accusato di crimini di guerra dopo la fine del conflitto, fu assolto da ogni accusa, e si spense nel 1964.